# 마르티나 사블리코바

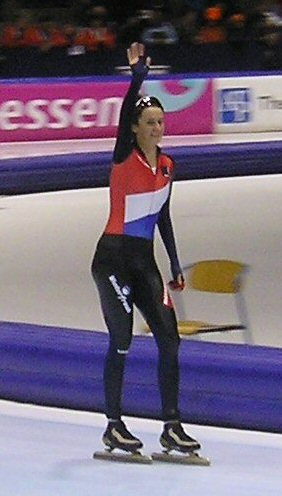
2006년 헤이렌베인 월드컵 대회 당시의 사블리코바

마르티나 사블리코바(체코어: Martina Sáblíková, 체코어 발음: [ˈmarcɪna ˈsaːbliːkovaː] ( 듣기), 1987년 5월 27일~)는 체코의 스피드스케이팅 선수, 자전거 경기 선수이다.
체코 여자 대표로 중장거리 부문의 세계적인 선수로 활동하고 있다. 2002년에 체코 국가대표 선수가 되어 2006년 동계 올림픽 5000m에서 4위에 올랐다. 그 해 세계 주니어 선수권 대회에서 김유림에 이어 종합 2위에 올랐다. 또한 곧 10000m 여자 세계 신기록을 세웠다. 2007년 세계 종목별 선수권 3000m와 5000m에서 우승했으며, 특히 5000m에서 6분 45초61로 세계 신기록을 세웠다. 2009년 세계 종합 선수권과 세계 종목별 선수권 5000m에서 우승하였다. 날렵한 체구를 가졌지만 힘이 좋은 그는 하계 시즌에는 롤러스케이팅과 사이클 부문 경기에도 출전하고 있다.
이에 따라 최고의 여자 장거리 선수로 활약해온 사블리코바는 2010년 동계 올림픽의 장거리 유력 우승 후보로 거론되었다. 예측대로 그는 3000m 부문에서 금메달을 획득하여, 체코의 스피드스케이팅 선수로는 사상 처음으로 동계 올림픽에서 메달을 획득하였다. 이어 1500m에서 동메달을 땄으며, 뒤이어 5000m에서 두 번째 금메달을 획득, 체코 선수로는 처음으로 동계 올림픽 2관왕이 되었다.